# Astracantha delia
Astracantha delia là một loài thực vật có hoa trong họ Đậu. Loài này được (Boiss. & Hausskn.) Podl. miêu tả khoa học đầu tiên năm 1983.